# Campeonato Europeu de Polo Aquático

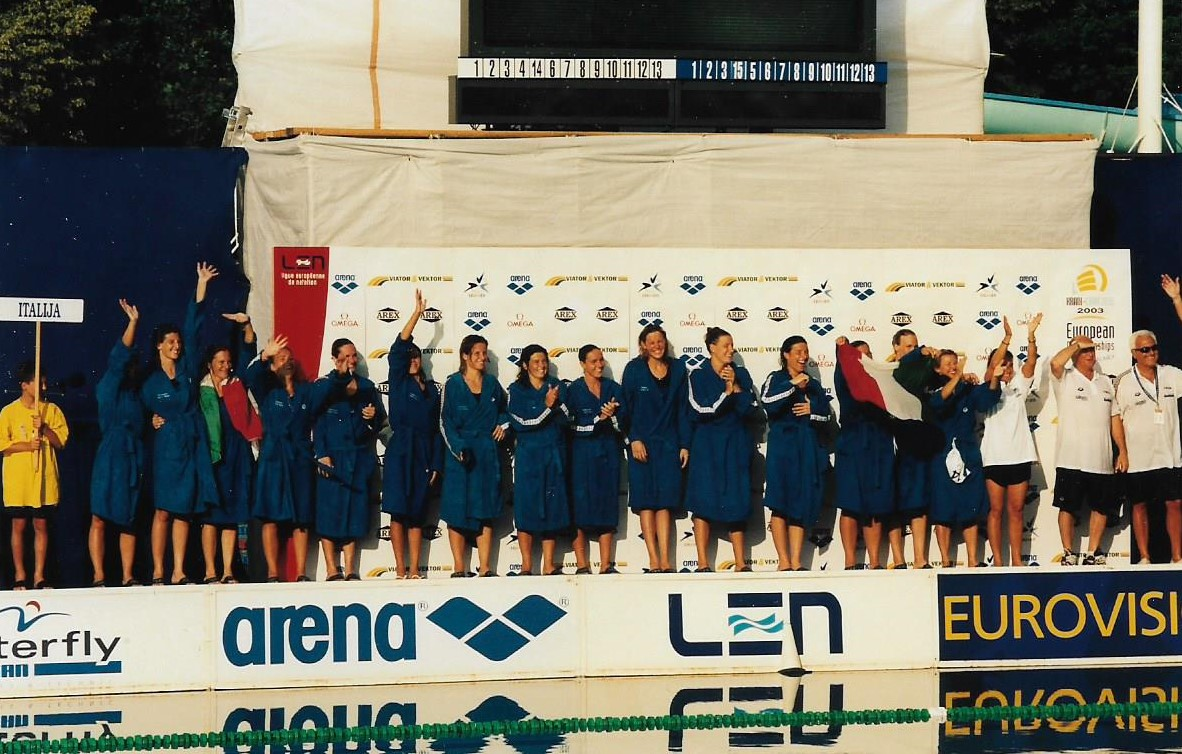
A equipe italiana de polo aquático com a medalha de ouro após a final no Campeonato Europeu de 2003 em Liubliana, Eslovênia

O Campeonato Europeu de Polo Aquático é a mais importante competição de polo aquático na Europa. É organizado desde 1926 (torneio masculino) e desde 1985 (torneio feminino) pela Liga Europeia de Natação (LEN). Até 1997 era realizado no âmbito dos Campeonatos da Europa de Natação, mas atualmente realiza-se de forma independente, com edições em cada ano par.

## Torneio masculino

### Tabela de medalhas
| Lugar | País          | 1  | 2  | 3  | Total |
| ----- | ------------- | -- | -- | -- | ----- |
| 1     | Hungria       | 13 | 7  | 6  | 25    |
| 2     | Sérvia1       | 8  | 9  | 5  | 22    |
| 3     | Rússia2       | 5  | 3  | 3  | 11    |
| 4     | Itália        | 3  | 2  | 6  | 11    |
| 5     | Alemanha      | 2  | 4  | 3  | 9     |
| 6     | Croácia       | 2  | 2  | 1  | 5     |
| 7     | Montenegro    | 1  | 2  | 1  | 4     |
| 8     | Países Baixos | 1  | 0  | 1  | 2     |
| 9     | Espanha       | 0  | 3  | 4  | 7     |
| 10    | Suécia        | 0  | 3  | 0  | 3     |
| 11    | França        | 0  | 1  | 0  | 1     |
| 12    | Bélgica       | 0  | 0  | 3  | 3     |
| 13    | Áustria       | 0  | 0  | 1  | 1     |
| Total | Total         | 35 | 36 | 34 | 105   |

1.↑ Sérvia é a sucessora oficial das equipas da Jugoslávia e da Sérvia&Montenegro.
2.↑ Rússia é a sucessora oficial da equipa da União Soviética.

## Torneio feminino

### Tabela de medalhas
| 1     | Países Baixos                 | 5       | 4       | 3       | 12      |   |        |   |   |   |   |
| 2     | Itália                        | 5       | 2       | 3       | 10      |   |        |   |   |   |   |
| 3     | Hungria                       | 3       | 5       | 6       | 14      | 4 | Rússia | 3 | 3 | 3 | 9 |
| 5     | Espanha                       | 3       | 1       | 1       | 5       |   |        |   |   |   |   |
| 6     | Grécia                        | 0       | 4       | 0       | 4       |   |        |   |   |   |   |
| 7     | França                        | 0       | 0       | 2       | 2       |   |        |   |   |   |   |
| 8     | Alemanha, Alemanha Ocidental, | 0, 0, 0 | 0, 0, 0 | 0, 1, 1 | 0, 1, 1 |   |        |   |   |   |   |
| Total | Total                         | 19      | 19      | 19      | 57      |   |        |   |   |   |   |